# Robinsonella samaricarpa
Robinsonella samaricarpa är en malvaväxtart som beskrevs av Paul Arnold Fryxell. Robinsonella samaricarpa ingår i släktet Robinsonella och familjen malvaväxter. Inga underarter finns listade i Catalogue of Life.